# پروژه استارگیت
پروژه استارگیت (به انگلیسی: Stargate Project) از جمله پروژه‌هایی بود که تحت حمایت دولت ایالات متحده برای درک صحیح و نیز پتانسیلهای استفاده از پدیده‌های روانکاوی از جمله دوربینی روحی یا مشاهده از راه دور (به انگلیسی: Remote viewing) برای مقاصد نظامی و امنیت داخلی از دهه ۱۹۷۰ تا سال ۱۹۹۵ اجرا شدند. این پروژه عمدتاً جهت تحقیقات در استفاده از این پدیده برای دیدن اتفاقات و رویدادهای دوردست با تکنیکهای روحی نظیر تله پاتی و فکر خوانی یا نظیر آن برای مقاصد معین بنیان گذاشته شد. از محققان آن می‌توان راسل تارگ و هل پوتاف را نام برد. پروژه استارگیت در سال ۱۹۹۵ پس از اینکه سیا به این نتیجه رسید که در هیچ عملیاتی اطلاعات مفید از این برنامه استخراج نشده، پایان یافت و از طبقه بندی خارج شد.

## زمینه
در سال ۱۹۷۰ جامعه اطلاعاتی ایالات متحده بر این باور بودند که اتحاد جماهیر شوروی سالانه ۶۰ میلیون روبل برای تحقیقات "روان کاوی" هزینه می کند. در پاسخ به ادعاهایی مبنی بر اینکه برنامه شوروی نتیجه داده است، سیا بودجه برنامه جدیدی به نام SCANATE را در همان سال تامین کرد. تحقیقات مشاهده از راه دور در سال ۱۹۷۲ در بنیاد پژوهشی دانشگاه استنفورد (SRI) در منلو پارک، کالیفرنیا آغاز شد. سازمان اطلاعات مرکزی در مورد تحقیقات روانی جزئیات ضعیفی در اختیار داشت، که عمدتاً مبتنی بر شایعات یا گزارش‌های دست دوم یا درجه سوم بود و از منابع ناموثق و غیرقابل اعتماد از سرچشمه گرفته بود. با این اوصاف سیا و دیا تصمیم گرفتند که باید در مورد آن تحقیق کنند و تا آنجا که ممکن است بدانند. بودجه سالانه طرح تصویب شد و بر اساس مصوبه پرداخت شد. بررسی و گزارشهای مربوط به صورت شش ماهه در سطح کمیته منتخب سنا و مجلس نمایندگان بررسی می شد و نتایج کار و مشاهده از راه دور از "بیننده" مخفی نگه داشته میشد. تصور بر این بود که اگر نتیجه به بیننده نشان داده شود میتواند در روند پژوهشها باعث نتایج نادرست شود و به اعتماد به نفس و مهارت بیننده لطمه وارد کند، از این رو نتایج عملیاتی به طور استاندارد در طول سال‌های اجرای برنامه‌ و بازخورد به هر نوع محرمانه نگه داشته شده و فقط به کمیته منتخب سنا گزارش میشد. مشاهده کننده از راه دور تلاش می کرد تا اطلاعات ناشناخته در مورد مکان ها یا رویدادها را از طریق دوربینی روحی حس کرده، رویدادهای جاری اطلاعاتی و نظامی را به‌دست آورد و جزییاتی را از آینده پیش‌بینی کند.

## دهه ۱۹۷۰
راسل تارگ و هل پوتاف از جمله فیزیکدانان برجسته بودند که در سال ۱۹۷۲ آزمایشهای متعددی را برای SRI آغاز کردند، از جمله یکی از مشاهده کنندگانی که بعدها به شهرت بین المللی رسید، اسرائیلی یوری گلر بود که نتایج ظاهرا موفق او مورد توجه وزارت دفاع ایالات متحده آمریکا قرار گرفت. از این جهت از ری هایمن، استاد روانشناسی در دانشگاه اورگن و سرهنگ دوم آستین دبلیو کیبلر  روانشناس نیروی هوایی ایالات متحده آمریکا که در آن زمان مدیر تحقیقات رفتاری ARPA بود، نیز خواسته شد تا به SRI بروند و تحقیق کند. آنها قرار بود به طور خاص گلر را ارزیابی کند. گزارش هایمن به دولت این بود که گلر یک "کلاهبردار شیاد" است و در نتیجه تارگ و پوتوف قرارداد دولتی خود را برای کار بیشتر با او از دست دادند. در آن زمان تارگ و پوتاف نتیجه گرفته بودند که گلر تا بالای ۶۵ درصد در کار خود موفق بوده و همین امر باعث شد که آنها به دنبال تور تبلیغاتی برای گلر و تامین بودجه خصوصی برای کارهای تحقیقاتی بیشتر در مورد او باشند. 
اما دیگر مشاهده کننده این برنامه رزماری اسمیت نام داشت که در سال ۱۹۷۶ در یکی از موفقیت های این پروژه، یک هواپیمای تجسسی گمشده شوروی در سال ۱۹۷۶ با دقت بسیار بالایی موقعیت یابی نمود، اسمیت دستیار اداری جوانی بود که توسط مدیر پروژه دیل گراف استخدام شده بود. در سال ۱۹۷۷، دستیار فرمانده ستاد اطلاعات ارتش ACSI یگان بهره برداری سیستم ها (SED) برنامه موسوم به (تله کابین) را برای ارزیابی کاربردهای دوربینی ذهنی جهت نظارت بر یک دشمن بالقوه آغاز کرد و سپس در اواسط سال ۱۹۷۸ برنامه عملیاتی Grill Flame را که در ساختمان‌های ۲۵۶۰ و ۲۵۶۱ در فورت مید، در مریلند مستقر بودند، را به طور رسمی به پروژه استارگیت پیوند زد.

## دهه ۱۹۸۰
دهه ۱۹۸۰ آغاز ناکامی ها و روند پایان کار اطلاعات ارتش درپی استقبال نامطلوب آکادمی ملی علوم از این پروژه بود. در سال ۱۹۸۵ اطلاعات ارتش ایالات متحده آمریکا به نتیجه رسید که هیچ اطلاعات قابل اعتمادی از این برنامه به‌دست نیامده و با خاتمه بودجه ارتش برنامه مجددا در اداره علمی و فنی دیا بازطراحی و دنبال شد.

## دهه ۱۹۹۰
از ابتدای دهه ۱۹۹۰ اکثر پیمانکاران و محققان همکاری خود را با این پروژه خاتمه دادند. گزارشهای سیا به کمیته بررسی کننده مجلس نمایندگان نشان می‌داد مشاهده از راه دور توسط یک مکانیسم روانی کار نمی‌کند. در سال ۱۹۹۵ هایمن که دو دهه قبل گزارشی نامطلوب درباره یوری گلر و SRI برای دولت تهیه کرده بود به این نتیجه رسید: "روانشناسانی مانند من، که اعتبار سنجی ذهنی را مطالعه می‌کنند، در گزارش‌های ارایه شده توسط Stargate، هیچ چیز شگفت‌انگیزی نمی‌یابند. حجم قابل توجهی از داده های تولید شده توسط بینندگان مبهم، کلی و بسیار دور از هدف است." این گزارش و چند گزارش دیگر کمیته ارزیابی پروژه را به این نتیجه رساند که تکنیک روانی ادعایی ارزش مشکوکی دارد و فاقد انضمام و قابلیت اطمینان لازم برای استفاده از آن به عنوان مبنایی برای تصمیم گیری یا اقدام سیاسی و نظامی است و به سیا دستور داد پروژه ۲۰ میلیون دلاری استارگیت را با استناد به فقدان شواهد مستند مبنی بر اینکه این برنامه برای جامعه اطلاعاتی ارزشی داشته، خاتمه دهد. جزئیات به‌دست آمده از Stargate در سال ۲۰۱۷ از طبقه بندی خارج و به‌صورت جزئی در سایت اینترنتی سیا منتشر شد. شناسایی چند جاسوس، مکان یابی یک هواپیما تجسسی و یک زیردریایی هسته‌ای را در سال ۱۹۷۹، یافتن موشک‌های اسکاد گمشده در اولین جنگ خلیج فارس و ردیابی پلوتونیوم در کره شمالی در سال ۱۹۹۴ از جمله نتایج مثبت اما مشکوک مورد اشاره در این پروژه است.